# グロス請け
グロス請け（グロスうけ）は、日本のテレビアニメシリーズで採用されている制作システム、下請けの1つ。 
グロスとは英語の gross（=全体の、by the gross＝まとめて）に由来し、テレビアニメシリーズで「アニメーション制作」もしくは単に「制作」「製作」とクレジットされるアニメ制作会社が元請けとなり、下請けの制作会社に1話分まるごと制作を任せること。

## 概要
グロス請けの制作会社はその話数に関しては全責任を負って制作管理を行い、元請けの制作会社に完成したフィルム、ビデオを納品する。グロス請けの制作会社は請け負った話数に対してのみ「制作協力」などとクレジットされるのが通例である。 
テレビシリーズは30分作品を月に4本作成しなければならないため、元請け会社が全ての制作工程を請け負うとなると、社内に大量のスタッフを抱えなければならず、その負担は莫大なものとなる。そこで日本のテレビアニメでは、歴史的に分業システムが発展して、社内のスタッフ以外にも、外部の作画スタジオ、美術スタジオ、撮影会社、音響制作会社などに外注を行うのが通例となっている。通常は元請けした制作会社が制作管理を行って、それぞれの部門を制作進行と言われるスタッフが連絡している。中には内部に制作者を抱えずに、プロデュースと企画、営業、制作管理のみを行う人材のみという元請け会社もある。こうして、一般的なテレビアニメでは、作画などを4つから5つのチームに分散してローテーションを組み、週に1本のスケジュールを保っている。
そうした外注プロダクションの中には、下請けをこなしているうちに制作能力を整備して、テレビシリーズまるごとは無理だが、1話単位でなら制作の責任を持てるというところも登場してきた。そこでグロス請けが行なわれるようになった。
脚本の発注までは元請け、それ以降の演出から作画、背景美術、仕上げ、撮影まで映像の完成の工程をグロス請けした会社が行い、音声をつける作業以降は音響制作会社のスタッフが行うのが通例である。背景美術部門、撮影部門を持たない会社の場合、それぞれの専門プロダクションにさらに外注を行なうか、元請けが行うことになるが、孫請けの制作管理もグロス請けした会社が行う。
なお、準大手や小規模のスタジオがグロス請けをすることが主流とされているが、葦プロダクションの『快傑ゾロ』をスタジオジブリが、シンエイ動画の『クレヨンしんちゃん』をProduction I.Gや京都アニメーションが請け負うように大手の制作会社が請け負うこともある（下請け時代から引き続き制作協力に参加しているケースが多い）。また基本的には元請け中心の会社でも、テレビシリーズ立ち上げ期間に仕事を得るためにグロス請けをすることも多い。
特殊な例では、『楽しいムーミン一家 冒険日記』や『ウマ娘 プリティーダービー』Season2のように、制作会社と制作スタッフが交代した後に元々の制作会社と制作スタッフがグロス請け扱いで一部回の制作を担当するというものや、『ロボタン (第1作)』や『臨死!!江古田ちゃん (第2作)』のように元請けとなるスタジオが存在せず、すべてグロス請けで制作されているもの、『ゾイドジェネシス』や『迷い猫オーバーラン!』のように建前上元請けは存在するが、ほぼ全話を複数のグロス請け先に委託して制作されるケースもある。
その他、制作スタジオは企画・受注・版権管理などを中心に行い、実際の制作作業は全話グロスとして他のスタジオに委託させるケースもある。著名な例では日本アニメーションの『ちびまる子ちゃん』は制作協力扱いの亜細亜堂が中心となって制作されている。
演出から作画、仕上げ、美術、撮影まで全て自社内で行える体制を構築している制作会社は京都アニメーションやufotableなど一部に限られる。ただし、京都アニメーションやufotableはテレビアニメにおいて共にグロス請けをしない全話数元請体制を構築しているが、スケジュールの都合により一部作業を系列スタジオや他の制作スタジオにも委託しており、TVシリーズにおいて全話数の全工程を1つのスタジオのみで制作できる制作会社は現状のアニメーション制作のスケジュールの中では存在しない。ただし、OVAやプロモーションビデオ、ゲーム作品に収録される短編アニメーションなどについては京都アニメーション、ufotableともに完全内製で制作した実績がある。

## 歴史
テレビアニメの草創期、分業システムは確立しておらず、虫プロダクションや東映動画では、作画から美術、撮影までの全工程を社内でこなす前提で出発した。しかし週に1本のスケジュールをこれまでのアニメ映画作りと同様の体制で行うことは過酷な労働へとつながり、様々な問題が生じた。スタッフから過労死まで出した『鉄腕アトム』では早くもスタジオ・ゼロ、大西プロなどに作画作業を発注している。その後、虫プロダクションからは、サンライズ、マッドハウス、アートフレッシュ、グループ・タック、ナックといったプロダクションが生まれた。東映動画でも長編映画時代のベテランスタッフが退社して、チルドレンズ・コーナー、トップクラフト、ハテナプロ、ネオメディア、日動新プロといったスタジオを設立。東映動画のテレビアニメを外注プロダクションとして支えた。草創期のプロダクションからは、さらにプロダクションが次々と生まれていく。
元請け会社の中には、外注スタジオとして誕生し、グロス請けで経験を重ねるうちに元請けにまで成長した会社も多い。演出家を抱える作画スタジオだった亜細亜堂、スタジオジュニオ、マジックバス、撮影会社だったぎゃろっぷ、トランス・アーツ、仕上げ会社だったスタジオディーン、イージー・フイルム、京都アニメーション、シャフト、スタジオ雲雀などである。プロデューサーなど制作管理スタッフが独立して作ったスタジオは、最初からグロス請けを行ったり、元請けとなったりする場合もある。
1990年代終盤になると、深夜帯に放送されるテレビアニメがOVA的なメディアミックスによるビデオリリースを前提として登場した。それらは13話程度の放送（1クール）が多いため、元請けの負担も小さくなっており、グロス請けを主にしていた制作会社が元請けとしてデビューする機会も増えてきた。

## その他の用法
グロス請けという用語はその他に、映像業界・音楽制作業界などにも用いられる。意味はアニメ制作におけるものとほぼ似ているが、形態は業種によって異なる。
テレビドラマなどでは、『世にも奇妙な物語』のように、メインとなる制作会社（共同テレビ）の他に、東映（及び子会社のセントラル・アーツ）、日活、大映テレビ、東宝、カノックスなどの様々な映画会社や制作プロダクションなどに各回の制作を発注していたという事例がある。